# Mairim Solís
Mairim Alexandra Solís Tejada de González (Panamá, 2 de agosto de 1987) es una biotecnóloga, investigadora y profesora panameña, conocida por su trabajo con células madres, en 2020 recibió el Premio Nacional L’Oréal – UNESCO Por las Mujeres en la Ciencia.

## Biografía
Realizó sus estudios de secundaria en el St Mary School. Durante el último año de bachillerato en la clase de biología, escuchó sobre el área de acción en la ingeniería genética. Luego supo que la ingeniería genética era una herramienta de la biotecnología
Durante su último año de secundaria, los estudiantes graduandos recibieron la visita de una delegación de la Universidad de Ciencia y Tecnología de Pingtung, en Taiwán, que se encontraban promoviendo becas para los programas de licenciatura. Aplicó al programa de becas y recibió una beca completa para estudiar ingeniería en producción animal.  

## Línea de investigación
Las primeras experiencias como asistente de investigación en estudios preliminares de Investigación en células madre embrionarias en infertilidad realizadas en el Laboratorio de Embriología y Células Madre Embrionarias de la Universidad Nacional Pingtung Ciencia y Tecnología le permitió a la científica descubrir las posibilidades regenerativas de las células madre y decidió profundizar en su estudio. Desarrolló una segunda parte de esta misma investigación en el Hospital Conmemorativo Chang Gung en Taiwán.  Experiencias que le permitieron desarrollar su línea de investigación y finalizar sus estudios de doctorado en la National Cheng Kung University.  Siendo Asistente de Investigación desarrolló la  Investigación sobre el Metabolismo Energético de Células Madre en el Laboratorio de Biomedicina de la Universidad Nacional de Cheng Kung junto al Departamento de Bioquímica de la Universidad Nacional de Yang Ming.
De este periodo, la científica llegó a liderar un proyecto de fertilidad con células madre en modelos de animales. Durante su doctorado estudió el uso biomateriales a ser aplicados en procesos de cicatrización en personas con diabetes, lo que podría evitar amputaciones.  También investigó cómo el ácido hialurónico promovía la regeneración de tejidos, a través de la función de la mitocondria.
Después de once años de estudios, regresó a Panamá con los títulos de ingeniera en producción animal y el doctorado en biotecnología por la Universidad de Cheng Kung. 

## Estudios de células madre mesenquimales
De regreso a Panamá, entró a trabajar en el Instituto Conmemorativo Gorgas de Estudios de la Salud. Actualmente, es reconocida como Investigadora en Salud Sénior III.  Desde el inicio propuso establecer una nueva línea de investigación en células madre dentro del Instituto, que le ha permitido, desarrollar estrategias para regeneración pancreática en Diabetes mellitus, y para enfermedades transmisibles como Zika y COVID-19.
Al llegar la pandemia por el coronavirus SARS-CoV-2, en marzo de 2020, continuaba su investigación de células madre enfocada en diabetes. Por su experiencia trabajando con placentas, de donde se extraen células madre, consideró estudiar a madres contagiadas con SARS-CoV-2 basándose en la pregunta de la transmisión de SARS-CoV-2  de la madre al bebé a través de la placenta como ocurre con el virus del Zika y con el SARS-CoV-1. El estudio le permitió entender si hay transmisión vertical en el COVID-19 y su repercusión en el embarazo.
Los resultados le permitieron iniciar una nueva investigación a partir de analizar lo que ocurre con células madre de las placentas de pacientes positivos con la enfermedad de la COVID-19 y la capacidad regenerativa diferente.  Su proyecto “Potencial terapéutico para COVID-19 de células madre mesenquimales derivadas de la placenta de donantes positivas a SARS-CoV-2” mereció el Premio Nacional L'Oréal Unesco por Las Mujeres en la Ciencia 2020.
Mairim Solís, también se desempeña como docente investigadora en la Universidad de Panamá, en el Curso Medicina Regenerativa, en la Maestría en Ciencias Biomédicas, Facultad de Medicina.
Entre las asociaciones en las que participa, se encuentra el  Comité Nacional de Bioética de Investigación en Panamá y al Comité de Bioética del Instituto Gorgas. Uno de sus objetivos es promover regulaciones en el estudio de células madre que cumplan con los lineamientos bioéticos internacionales para salvaguardar a los sujetos y pacientes.

## Premios y reconocimientos
- 2020. Condecorada con la Medalla Enid Cook de Rodaniche por el Club Rotario de Panamá.[5]
- 2020. Ganadora del Premio Nacional L'Oréal Unesco por Las Mujeres en la Ciencia.[3]
- 2018. Incluida entre los 100 integrantes de la Segunda Cumbre Latinoamericana de Líderes Jóvenes en Biotecnología realizada en México.[6]
- 2005. Ganadora de una beca completa para cursar estudios de Ingeniería en Producción Animal en la Universidad Nacional de Pingtung de Ciencia y Tecnología en Taiwán, donde se gradúa con la calificación summa cum laude del Colegio de Agricultura.[7]

## Obras
- El aumento de la capacidad de proliferación y diferenciación de las células madre mesenquimales derivadas de la placenta de mujeres de mediana edad materna se correlaciona con el acortamiento de los telómeros (Increased proliferation and differentiation capacity of placenta-derived mesenchymal stem cells from women of median maternal age correlates with telomere shortening. Aging).[8]
- Síndrome respiratorio agudo severo coronavirus 2 detectado en placentas de 2 mujeres embarazadas asintomáticas con enfermedad por coronavirus 2019-reporte de caso (Severe acute respiratory syndrome coronavirus 2 detected in placentas of 2 coronavirus disease 2019–positive asymptomatic pregnant women—case report. AJOG global reports).[9]
- El hialuronano induce un cambio funcional mitocondrial en células madre mesenquimales humanas de proliferación rápida (Hyaluronan Induces a Mitochondrial Functional Switch in Fast-Proliferative Mesenchymal Stem Cells).[4]
- Capacidad multipotencial en células madre mesenquimales derivadas de la placenta humana en Panamá [Multipotent capacity of human placenta-derived mesenchymal stem cells in Panama].Revista Médica de Panamá.[10]